# Boroszów (przystanek kolejowy)
Boroszów – nieczynny przystanek osobowy w miejscowości Boroszów, w województwie opolskim, w powiecie oleskim, w gminie Olesno, w Polsce.